# Henrik Thrap-Meyer

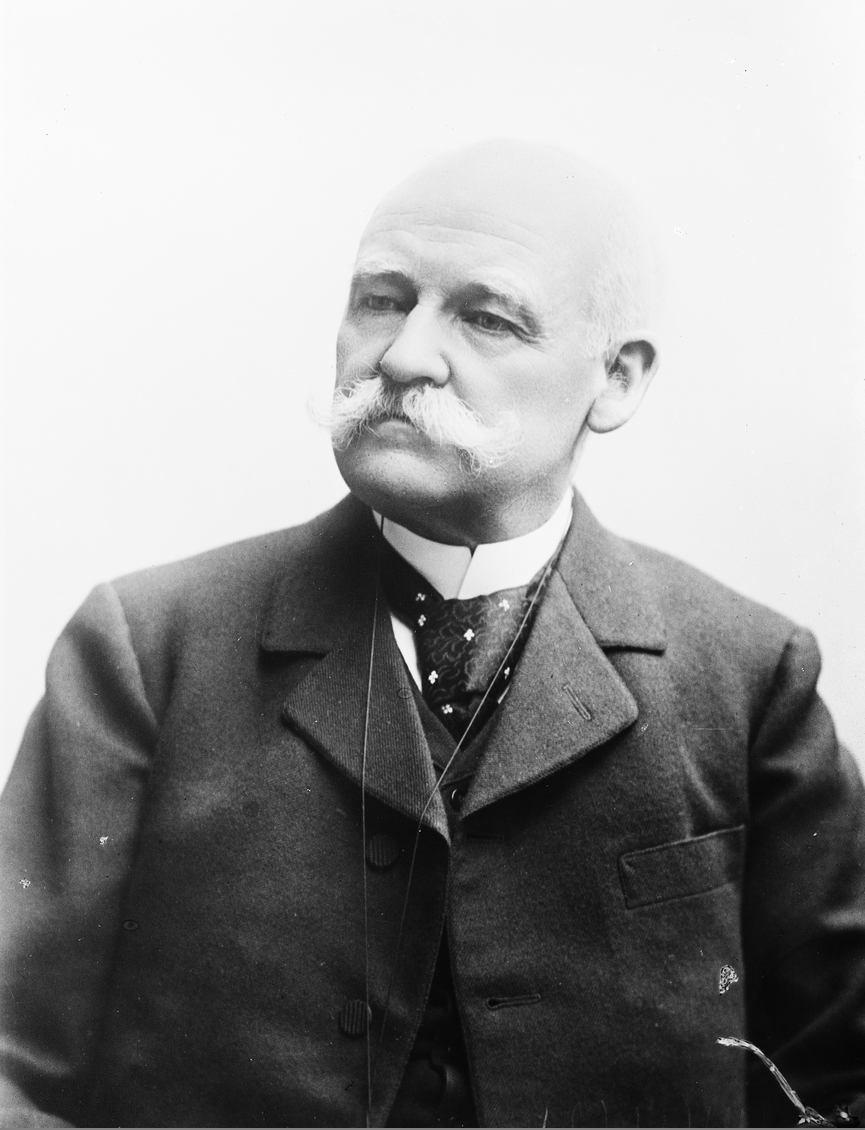
Henrik Thrap-Meyer 1910

Henrik Thrap-Meyer (* 31. Juli 1833 in Bergen; † 29. Dezember 1910 in Kristiania, heute Oslo) war ein norwegischer Architekt.

## Leben und Ausbildung
Henrik Thrap-Meyer stammte aus einer angesehenen Bergener Familie. Sein Vater Johan Jacob Busch Meyer (1801–1880) war Schiffsmakler. Thrap-Meyer besuchte die Handelsschule in Bergen und arbeitete anschließend sechs Jahre als Kontorist. 1855 zog er nach Hannover, um an der Polytechnischen Schule Architektur und Ingenieurwissenschaften unter dem in Norwegen hoch angesehenen Professor Conrad Wilhelm Hase zu studieren. Im Anschluss an sein Studium in Hannover, studierte Thrap-Meyer ein Jahr an der Eidgenössischen polytechnischen Schule in Zürich unter Gottfried Semper, bevor er 1860 nach Norwegen zurückkehrte.
1863 heiratete er Nielsine Cecilie von Tangen, Tochter des Kaufmanns und Stortingsabgeordneten Herman von Tangen (1805–1876). Sein Enkel war der Schriftsteller Johannes Thrap-Meyer.

## Karriere
Nach seiner Rückkehr nach Norwegen, arbeitete Thrap-Meyer zunächst als Zeichenlehrer an der Bergener Zeichnerschule, bevor er 1861 nach Christiania zog, um als Assistent des Stadskonduktør (Leiter der Baubehörde der Stadt) zu arbeiten. Neben dieser Tätigkeit übernahm er Aufträge zur Vermessung historischer Gebäude für die Forening til norske Fortidsminnesmerkers Bevaring.
1864 wurde Thrap-Meyer als Architekt selbstständig und etablierte sich als einer der wichtigsten norwegischen Architekten seiner Generation. Als architektonischer Berater des Kirchenministeriums, erhielt er diverse Aufträge zum Bau von Kirchen und Schulen, darunter den Bau der Domkirche in Kristiansand und der Kathedralschulen in Hamar und Kristiansand. Während seine Ziegelbauten vornehmlich neugotisch und monumental waren, zeichnen sich seine Holzkirchen, wie zum Beispiel in Grimstad oder Lillesand durch eine Verschmelzung neugotischer Elemente mit dem in Norwegen sehr beliebten Schweizerstil aus.
Neben dem Bau neuer Kirchen setzte sich Thrap-Meyer für den Erhalt und die Restaurierung historischer Gebäude ein. Als fachkundiges Mitglied war er Teil der Kommissionen zur Restaurierung des Nidarosdomes und des Schloss Akershus. Wo eine Restaurierung nicht mehr möglich war, versuchte er, die bestehenden Gebäudereste in den Neubau miteinzubeziehen, wie im Fall der Bischofsresidenz in Oslo (Oslo Bispegård), die auf den Fundamenten des ehemaligen Olavsklosters errichtet wurde.

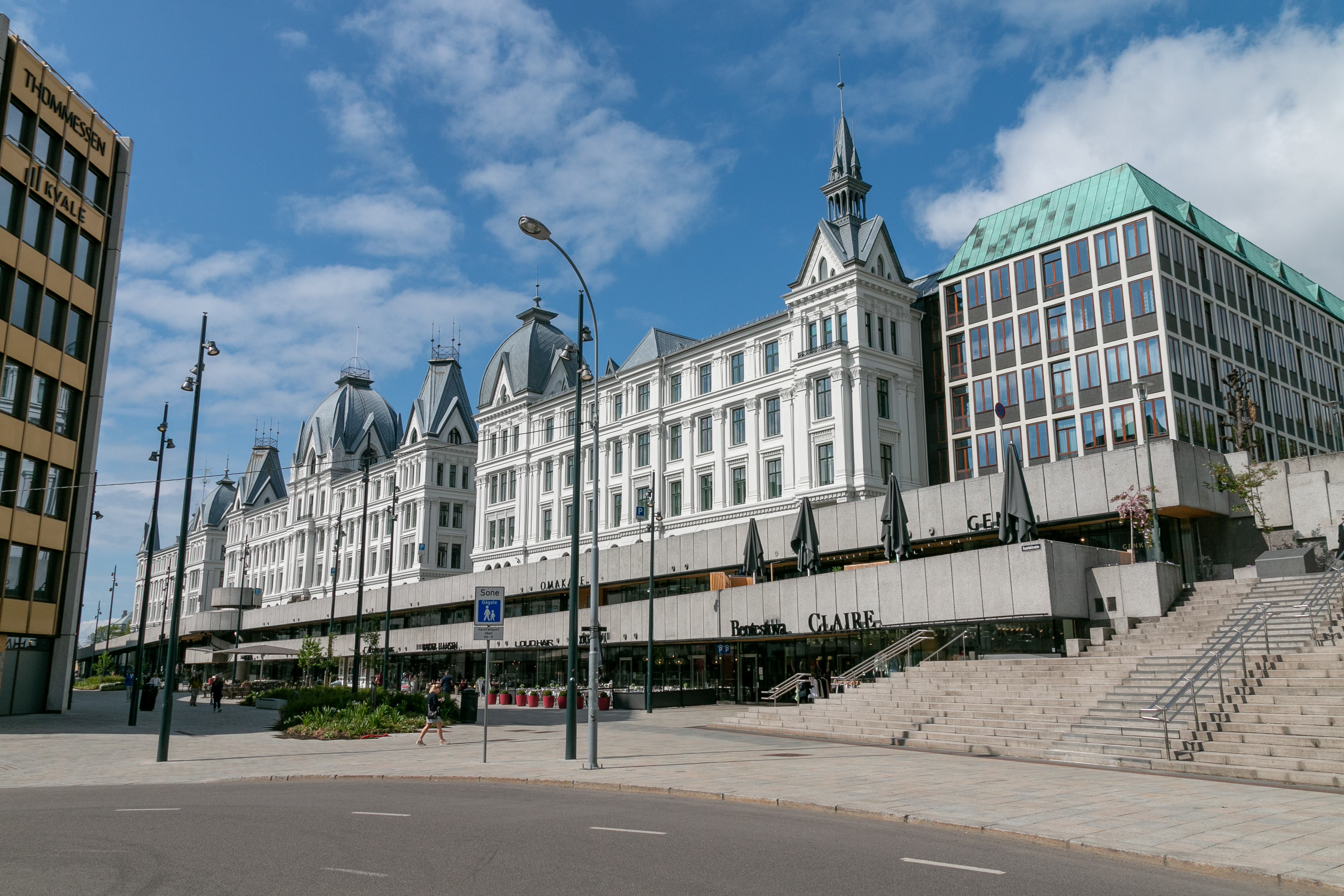
Victoria Terrasse

Als eines der Hauptwerke Thrap-Meyers gilt der monumentale Gebäudekomplex Victoria Terrasse und die ursprünglich darunter gelegenen Ruseløkkbasare, die in den 1960er Jahren abgerissen wurden. Sie stellen einen Versuch Oslos dar, die monumentale Großstadtarchitektur wie es sie in London oder Paris gab, zu imitieren. Ursprünglich war die Anlage als Wohngebäude gedacht, wurde aber bald als Bürogebäude genutzt und beherbergt heute Büroräume des norwegischen Außenministeriums.
Neben diesen monumentalen Aufgaben war Thrap-Meyer auch an kleineren Bauwerken beteiligt und galt als Innovator. So exportierte er als norwegischer Architekt hölzerne Fertighäuser nach Frankreich und England und war für die norwegischen Beiträge zu drei Weltausstellungen verantwortlich. Er war zudem ehrenamtlich engagiert und unter anderem Gründungsmitglied in der norwegischen Handwerks- und Industriekammer (Den Norske Haandværks- og Industriforening) und der norwegischen Ingenieur- und Architektenkammer (Den norske Ingeniør og Arkitektforening) sowie Vorstandsmitglied verschiedener Bildungseinrichtungen.

## Werk (Auswahl)
- Bezirksgefängnis, Hønefoss (1862)
- Eidsverket, Bjørkelangen, 1865–73
- Haukeliseter Hotell
- Weltausstellungen:
  - Norwegischer Pavillon, Wien 1873

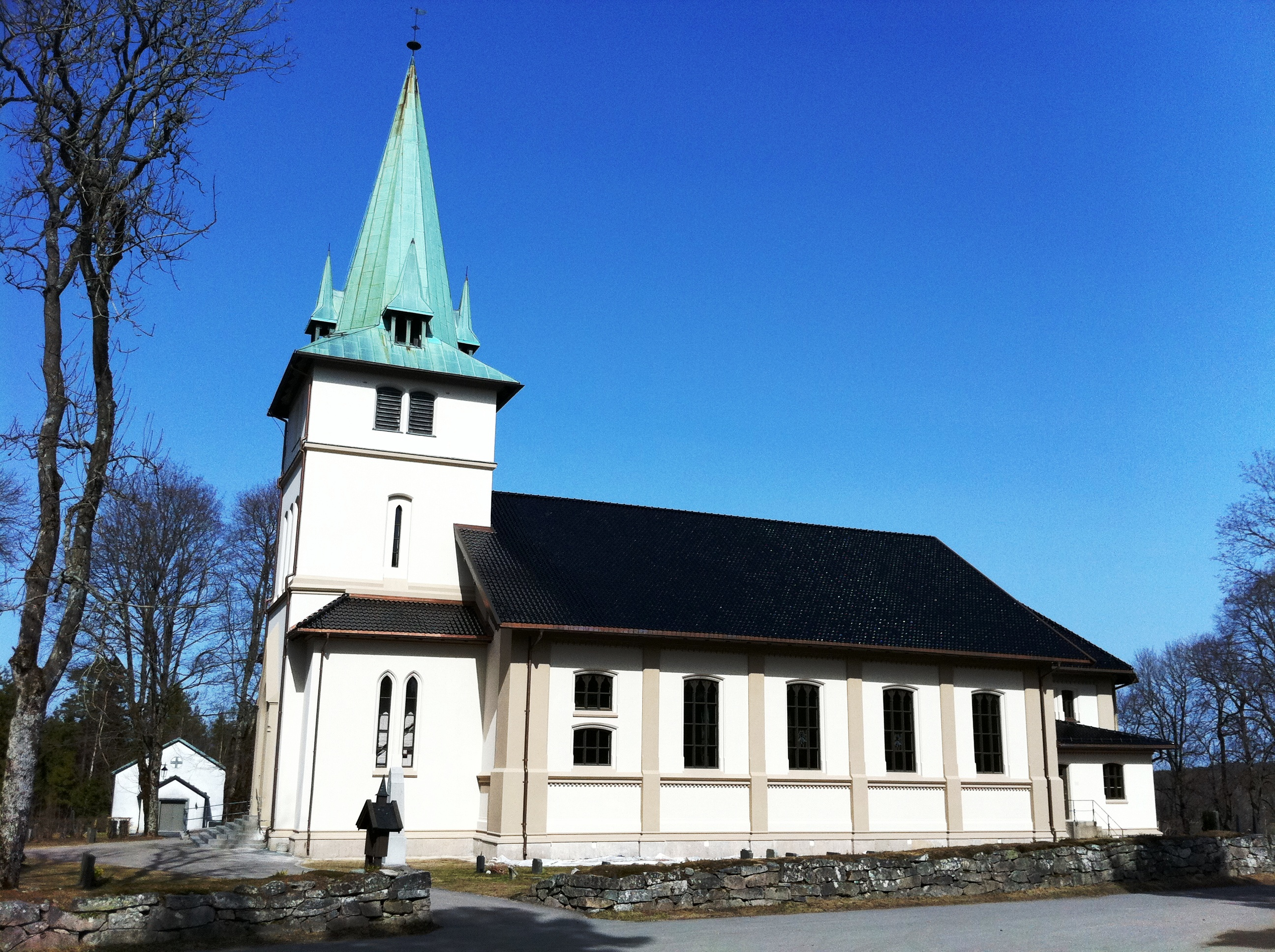
Onsøy Kirche

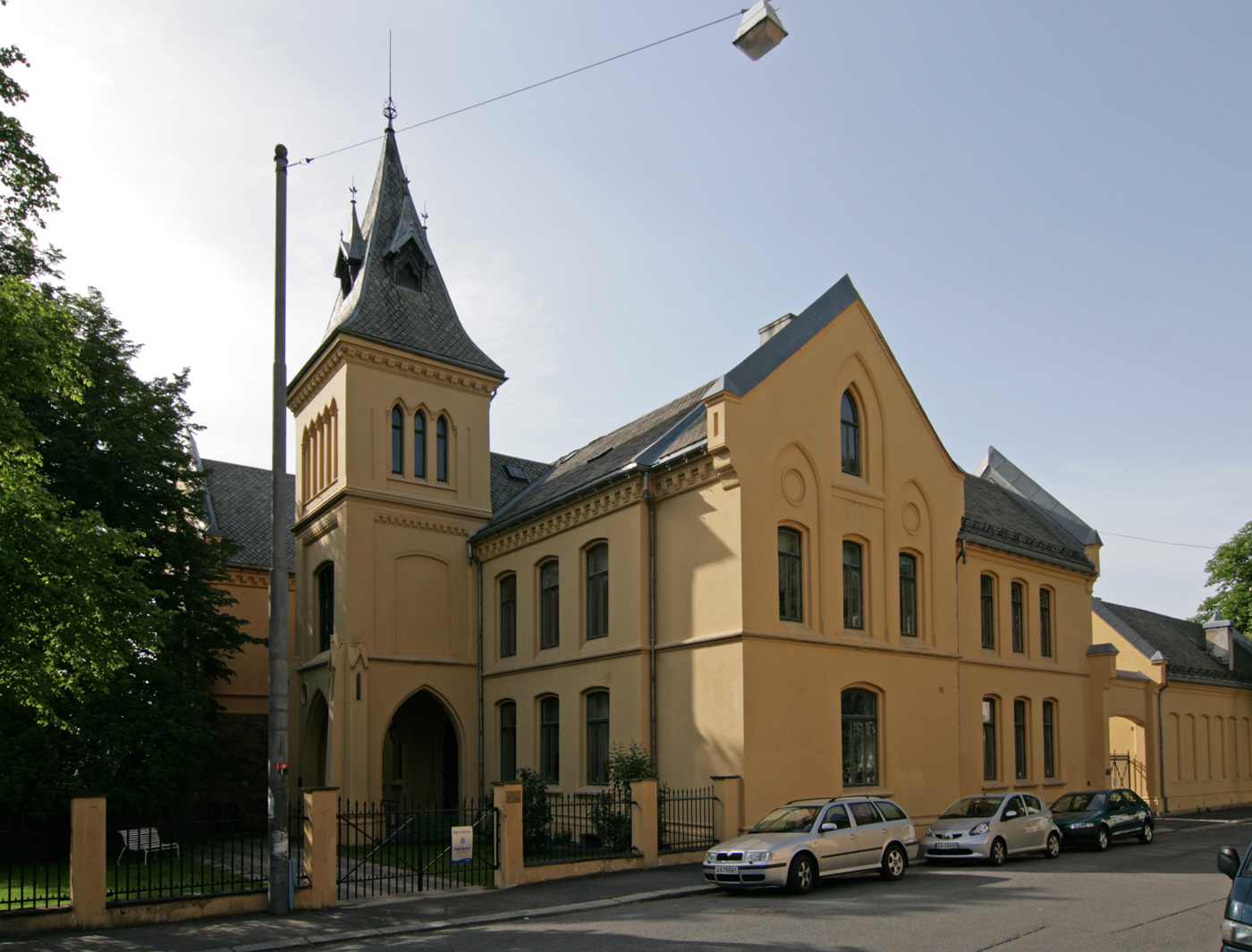
Oslo bispegård

  - Norwegischer Pavillon, Philadelphia 1875
  - Norwegisch-Schwedischer Pavillon  Paris 1878
- Kirkelandet Kirche, Kristiansund, 1875–78 (1940 zerstört)
- Hamar Kathedralschule 1875–80
- Hankø Bad og Kystsanatorium 1877–83
- Kristiansand Kathedralschule 1877
- Onsøy Kirche, Fredrikstad, 1877
- Grimstad Kirche, 1877–81
- Kristiansand Domkirke, 1880–85
- Victoria Terrasse und Ruseløkkbasare 1881–90
- Oslo bispegård, 1883–84
- Lillesand Kirche, 1889